# Căutare pe verticală
Căutarea pe verticală este o parte a unui subgrup mai extins de căutări, numit căutare "specializată", și este un domeniu relativ nou a industriei căutării pe Internet, care constă în motoare de căutare care se focalizează pe anumite arii de conținut.
Tipul de conținut avut în vedere poate fi bazat pe topic sau tipul informației. De exemplu, un motor de căutare medical ar fi specializat în mod clar pe termeni din focus-ul topicului respectiv, sau un motor de căutare video ar găsi rezultate din tipul de conținut care se află în format video. Așadar, căutarea pe verticală se poate concentra pe orice tip de criteriu de diferențiere, cum ar fi locații specifice, obiecte multimedia și așa mai departe.

## Avantaje
Căutarea pe verticală oferă mai multe avantaje potențiale față de motoarele de căutare generale:
- Precizie mai mare datorită domeniului limitat,
- Utilizarea cunoștințelor domeniului,
- Sprijin pentru anumite sarcini specifice utilizatorului.

Căutarea pe verticală poate fi văzută ca fiind similară cu căutarea în întreprinderi unde domeniul de focalizare este întreprinderea, cum ar fi o companie, un guvern sau o altă organizație. În 2013, site-urile de comparare a prețurilor de consum, cu motoare de căutare integrate verticale, cum ar fi FindTheBest, au atras fonduri de finanțare cu capital de risc, indicând o tendință de creștere pentru aceste aplicații ale tehnologiei de căutare pe verticală.